# Èol (fill d'Hel·lè)
Èol (en grec antic Αἴολος; en llatí Aeolus), segons la mitologia grega, va ser fill d'Hel·len i de la nimfa Orseis i germà de Doros i Xutos. És considerat epònim dels eolis, els habitants d'Eòlia. De vegades, Èol s'identifica amb el Senyor dels vents, Èol, fill de Posidó (segons Diodor) i net d'aquest Èol.
Se'l descriu com a rei de Eòlida (posteriorment anomenada Tessàlia) i se li suposa la fundació de la branca eòlica de la nació hel·lènica. Diu Foci que quan Hel·len va morir els seus tres fills es van repartir el territori; Èol va ser el primer a reivindicar el seu dret a regnar sobre la terra, delimitant el seu regne per dos rius, el Asop i el Enipeu, i és allí on descendeix la raça dels eolis. Segons Apolodor, Èol va casar a Enàrete, filla de Deímac, amb la qual va tenir set fills: Creteu, Sísif, Deíon, Salmoneu, Atamant, Perieres i Magnes; i també cinc filles: Càlice, Cànace, Pisídice, Perimede i Alcíone. Altres fonts diuen que la seva esposa va ser Egialea, o Laódice, filla de Aloeu, o bé la nàiade Ífide, filla del déu fluvial Peneu.
Sembla que Èol estava arrelat en moltes genealogies hel·lèniques, i així molts altres descendents eren atribuïts a Èol. En la tragèdia perduda d'Eurípides, Èol, es diu que el més jove dels seus sis fills, Macareu, va mantenir relacions amoroses amb la més jove de les seves sis germanes, Cànace. Horroritzat, Èol va enviar a Cànace una espasa perquè se suïcidés (Macareu també es va suïcidar) i va llançar al fill incestuós als gossos.En aquesta versió la mare de dos fills va ser una tal Anfítea.
Altres Eólides Hel·lènides, variant les fonts, són Etlii, Tritogenia, Macèdon, Mínias, Cèrcaf, Tànagra Ceix, Xutos i fins i tot Yope (Cassiopea). Aquest Èol també va tenir una filla il·legítima anomenada Arne, també dita Melanipa o Antíope, que va engendrar amb Hipe, filla del centaure Quiró. Aquesta Arne seria la mare del segon Èol per Posidó. Un altre dels fills esmentats és Mimante que és vinculat al tercer Èol (vegeu a baix) mitjançant una genealogia molt acomodatícia.